# Gorgas' rijstrat
De gorgas' rijstrat (Oryzomys gorgasi)  is een zoogdier uit de familie van de Cricetidae. De wetenschappelijke naam van de soort werd voor het eerst geldig gepubliceerd door Hershkowitz in 1971.

## Voorkomen
De soort komt voor in Colombia en Venezuela.